# Francesca Melchiori
Francesca Melchiori (Milano, 18 dicembre 1993) è una cestista italiana.

## Carriera

### Nei club
Alta 170 centimetri, ha giocato dal 2009 al 2011 nel College Italia con cui saliva in A2. Quindi passava alla Reyer Venezia nella stagione 2012/2013 e nella quale ha militato fino alla stagione 2016/2017. Con la squadra veneziana ha vinto la Coppa Italia B d'Eccellenza edizione 2012, la Coppa Italia A2 femminile 2013 e il campionato A2 2012/2013 con conseguente promozione in A1.
Nella stagione 2017-18 giocava a Lucca nel Basket Femminile Le Mura, squadra che giungeva a disputare i quarti di finale play-off, la finale di Supercoppa italiana e la finale di Coppa Italia A1, entrambe vinte dalla Famila Wuber Schio.
A partire dalla stagione 2018-19 iniziava a giocare con il Basket Team Crema con il quale vinceva tre Coppa Italia A2 femminile dal 2019, 2021 e 2022 acquisendo per tutte e tre le volte il riconoscimento di mvp del torneo. Con la aquadra cremasca vinceva il campionato della stagione 2021/2022 e la promozione in A1.

### In nazionale
Francesca Melchiori ha fatto parte anche di rappresentative nazionali. 
L'esordio avveniva nel 2008 con una sola presenza nella Nazionale Under-15 e 4 punti realizzati.
Nel 2011 veniva convocata nell'Italia under 18 (12 presenze e 41 punti) con la quale, oltre a stage e tornei, partecipava al Campionato Europeo che in quell'anno fu organizzato in Romania. Nel medesimo anno Melchiori veniva convocata nella Nazionale Under 18 3X3 disputando 8 incontri e segnando 25 punti nella Coppa del Mondo Under-18 3x3 organizzata a Rimini al termine della quale l'Italia si classificava terza conquistando la medaglia di bronzo.
Veniva convocata nel 2013 nell'Italia under 18 (12 presenze e 62 punti) partecipando al Campionato europeo femminile di pallacanestro Under-20 disputato in Turchia, competizione che vedeva l'Italia classificarsi al secondo posto vincendo la medaglia d'argento.
Il 2015 la vedeva impegnata nella Nazionale sperimentale femminile (12 presenze, 43 punti), con la partecipazione ad una tournée in Cina e ai Giochi Universitari di Gwangju (Corea del Sud).

## Statistiche
Statistiche aggiornate al 20 maggio 2023

### Stagione regolare
| Stagione        | Squadra                        | Competizione | Partite | Partite | Partite | Statistiche tiro | Statistiche tiro | Statistiche tiro | Altre statistiche | Altre statistiche | Altre statistiche | Altre statistiche | Altre statistiche |
| Stagione        | Squadra                        | Competizione | Pres.   | Titol.  | Minuti  | Tiri da 2        | Tiri da 3        | Liberi           | Rimb.             | Assist            | Rubate            | Stopp.            | Punti             |
| --------------- | ------------------------------ | ------------ | ------- | ------- | ------- | ---------------- | ---------------- | ---------------- | ----------------- | ----------------- | ----------------- | ----------------- | ----------------- |
| 2009/2010       | College Italia                 | Serie B      | 10      |         | 200     | 12/21            | 7/26             | 3/11             | 16                | 3                 | 29                | 2                 | 48                |
| 2010-2011       | College Italia                 | Serie A2     | 21      |         | 568     | 30/67            | 19/72            | 17/26            | 41                | 0                 | 33                | 5                 | 13                |
| 2012-2013       | Reyer Venezia                  | Serie A2     | 26      |         | 720     | 70/129           | 25/61            | 38/59            | 63                | 54                | 65                | 3                 | 253               |
| 2013-2014       | Reyer Venezia                  | Serie A1     | 23      |         | 588     | 48/98            | 12/40            | 11/18            | 39                | 20                | 34                | 4                 | 143               |
| 2014-2015       | Reyer Venezia                  | Serie A1     | 30      |         | 506     | 34/72            | 19/63            | 5/12             | 36                | 35                | 30                | 4                 | 130               |
| 2015-2016       | Reyer Venezia                  | Serie A1     | 4       |         | 46      | 2/4              | 0/1              | 2/4              | 5                 | 1                 | 2                 | 0                 | 6                 |
| 2016-2017       | Reyer Venezia                  | Serie A1     | 28      |         | 318     | 12/34            | 6/32             | 3/8              | 22                | 18                | 24                | 6                 | 45                |
| 2017-2018       | Basket Femminile Le Mura Lucca | Serie A1     | 25      |         | 304     | 13/33            | 10/31            | 3/10             | 10                | 13                | 14                | 2                 | 59                |
| 2018-2019       | Basket Team Crema              | Serie A2     | 34      |         | 994     | 90/184           | 59/149           | 33/44            | 87                | 101               | 93                | 3                 | 390               |
| 2019-2020       | Basket Team Crema              | Serie A2     | 20      |         | 596     | 55/126           | 38/112           | 48/67            | 52                | 86                | 66                | 3                 | 272               |
| 2021-2022       | Basket Team Crema              | Serie A2     | 18      |         | 507     | 62/135           | 35/80            | 20/38            | 75                | 51                | 46                | 2                 | 249               |
| 2022-2023       | Basket Team Crema              | Serie A1     | 28      |         | 851     | 41/97            | 49/132           | 19/23            | 50                | 60                | 54                | 0                 | 248               |
| Totale carriera |                                |              |         |         |         |                  |                  |                  |                   |                   |                   |                   |                   |

### Finale scudetto
| Stagione        | Squadra                        | Competizione | Partite | Partite | Partite | Statistiche tiro | Statistiche tiro | Statistiche tiro | Altre statistiche | Altre statistiche | Altre statistiche | Altre statistiche | Altre statistiche |
| Stagione        | Squadra                        | Competizione | Pres.   | Titol.  | Minuti  | Tiri da 2        | Tiri da 3        | Liberi           | Rimb.             | Assist            | Rubate            | Stopp.            | Punti             |
| --------------- | ------------------------------ | ------------ | ------- | ------- | ------- | ---------------- | ---------------- | ---------------- | ----------------- | ----------------- | ----------------- | ----------------- | ----------------- |
| 2017-2018       | Basket Femminile Le Mura Lucca | Serie A1     | 1       |         | 16      | 0/1              | 1/2              | 0/0              | 1                 | 0                 | 1                 | 1                 | 3                 |
| Totale carriera |                                |              |         |         |         |                  |                  |                  |                   |                   |                   |                   |                   |

### Coppe nazionali
| Stagione        | Squadra                        | Competizione          | Partite | Partite | Partite | Statistiche tiro | Statistiche tiro | Statistiche tiro | Altre statistiche | Altre statistiche | Altre statistiche | Altre statistiche | Altre statistiche |
| Stagione        | Squadra                        | Competizione          | Pres.   | Titol.  | Minuti  | Tiri da 2        | Tiri da 3        | Liberi           | Rimb.             | Assist            | Rubate            | Stopp.            | Punti             |
| --------------- | ------------------------------ | --------------------- | ------- | ------- | ------- | ---------------- | ---------------- | ---------------- | ----------------- | ----------------- | ----------------- | ----------------- | ----------------- |
| 2009/2010       | College Italia                 | Coppa Italia Serie B  | 1       |         | 23      | 4/7              | 1/3              | 4/6              | 4                 | 0                 | 6                 | 0                 | 15                |
| 2012/2013       | Reyer Venezia                  | Coppa Italia Serie A2 | 2       |         | 71      | 5/12             | 1/5              | 3/4              | 4                 | 6                 | 4                 | 0                 | 16                |
| 2013/2014       | Reyer Venezia                  | Coppa Italia Serie A2 | 2       |         |         | 9/15             | 2/5              | 1/1              | 3                 | 2                 | 1                 | 2                 | 25                |
| 2016/2017       | Reyer Venezia                  | Coppa Italia Serie A2 | 2       |         | 28      | 1/3              | 1/3              | 0/0              | 4                 | 3                 | 3                 | 0                 | 5                 |
| 2017/2018       | Basket Femminile Le Mura Lucca | Coppa Italia Serie A1 | 2       |         | 28      | 1/3              | 1/3              | 0/0              | 4                 | 3                 | 3                 | 0                 | 5                 |
| 2018/2019       | Basket Team Crema              | Coppa Italia Serie A2 | 3       |         | 76      | 6/12             | 7/17             | 6/7              | 9                 | 11                | 2                 | 0                 | 39                |
| 2020/2021       | Basket Team Crema              | Coppa Italia Serie A2 | 3       |         | 94      | 7/20             | 6/11             | 8/12             | 10                | 10                | 14                | 0                 | 40                |
| 2021/2022       | Basket Team Crema              | Coppa Italia Serie A2 | 3       |         | 92      | 13/25            | 7/16             | 8/10             | 9                 | 14                | 9                 | 2                 | 55                |
| Totale carriera |                                |                       |         |         |         |                  |                  |                  |                   |                   |                   |                   |                   |

## Palmarès

### Club
- Campionato italiano di Serie A2: 2
Venezia: 2012-2013
Crema: 2021-2022
- Coppa Italia di Serie A2: 4
Venezia: 2013
Crema: 2019, 2021, 2022

### Nazionale
- Europei Under 18 3X3:1

Italia: 2011
- Europei Under 20:1

Turchia: 2013